# Gegensätzliche Armleuchteralge
Die variable, monözische Gegensätzliche Armleuchteralge (Chara contraria) ist eine Armleuchteralge aus der Familie der Characeae.

## Vorkommen
Die Gegensätzliche Armleuchteralge besiedelt hauptsächlich klare, mesotrophe Seen. Dort kommt sie meist zwischen 2 m und 5 m Tiefe vor, wobei sie stets tiefere Bereiche als die recht ähnliche Gewöhnliche Armleuchteralge besiedelt. Einige Exemplare wurden auch schon in Tiefen von bis zu 20 m gefunden, die dann jedoch kleinwüchsige Kümmerformen sind. Die Alge kommt häufig in Mischbeständen mit anderen Chara-Arten vor.
Die Gegensätzliche Armleuchteralge kommt fast weltweit außer in den Tropen und Subtropen vor. Auf der Nordhalbkugel ist sie jedoch häufiger. Ihre Hauptverbreitung erreicht sie in den gemäßigten Breiten in Skandinavien, Mitteleuropa und Teilen Asiens. Auf der Iberischen Halbinsel und Italien befindet sich ihr südlichstes Vorkommen in Europa.
Die Gegensätzliche Armleuchteralge besiedelt in der Schweiz hauptsächlich flache bis mitteltiefe (1 < Tiefe < 4 m), kalkreiche, mesotrophe Seen und Weiher. An Standorten, die nicht durch Wasserstandschwankungen und Wellenschlag beeinflusst werden, meist auf lehmigem bis tonigem Substrat.

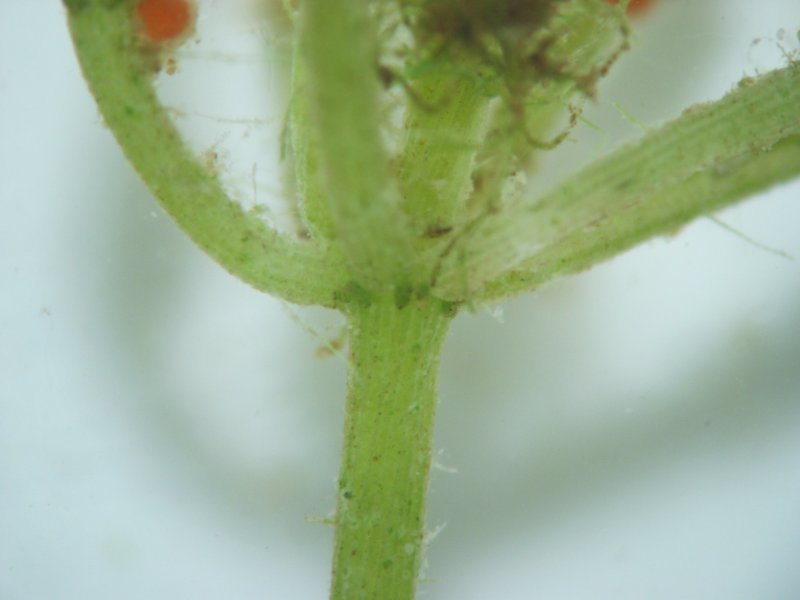
Astquirl

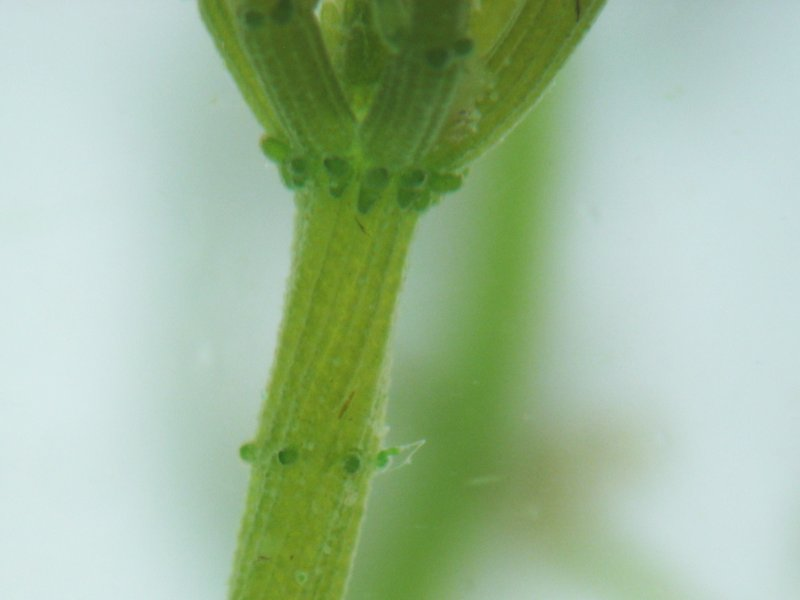
Stipularen und Stacheln

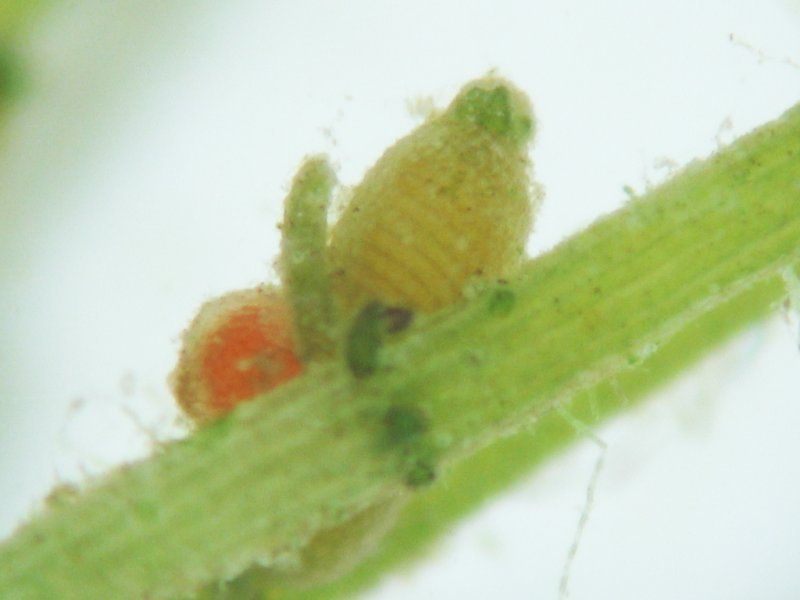
Antheridium und Oogon

## Erkennungsmerkmale
Die Gegensätzliche Armleuchteralge ähnelt der Gewöhnlichen Armleuchteralge (Chara vulgaris), wird jedoch nur etwa 10 bis 40 cm lang und besitzt einen ca. 0,7 mm dicken Spross. Auch sie ist während des Alterns immer stärker mit Kalk inkrustiert. Die Äste stehen meist zu 6 oder 8 im Quirl. Selten kommen auch 12 vor, die dann jedoch meist nur an älteren Sprossen stehen. 4 berindete Äste des Quirls bilden häufig kleine (meist 5) Blättchen aus, woran die Gametangien mit Oogonien und Oosporen ausgebildet werden. Die vorderen Blättchen sind oft länger als das Oogon, die hinteren sind deutlich kürzer. Die Internodien sind meist 2- bis 4-mal so lang wie die verzweigten Seitensprosse. Die Rinde ist diplo- bis hetereostich und nur selten isostich. Die oft unscheinbaren, recht kurze Stipularen befinden sich in zwei Kränzen direkt unter dem Astquirl, wobei die obere Reihe länger als untere ist. Beide Reihen erscheinen zudem abgerundet und sind nicht spitz. Die unscheinbaren Stachel (Botanik)n sind kurz und abgerundet. Sie werden länger als Sprossdurchmesser und sind zudem tylacanth (stehen auf einzelnen, hervortretenden Rindenreihen).
Das orange-bräunlich gefärbte Oogon ist etwa 0,8 mm lang und 0,5 mm breit. Die schwarz gefärbte Oospore ist etwa 0,6 mm lang und 0,4 mm breit und ist mit 12 bis 14 deutlichen Rippen versehen. An einer Pflanze kommen häufig unterschiedlich geformte Oosporen vor, die im reifen Zustand mit einer dünnen Kalkhülle versehen sind. Das Antheridium ist etwa 0,4 mm im Durchmesser breit und rötlich oder gelblich gefärbt, wobei auch dieses früh verbleichend ist.